# Тиргушор (комуна)
Тиргушор (рум. Târgușor) — комуна у повіті Констанца в Румунії. До складу комуни входять такі села (дані про населення за 2002 рік):
- Міряса (372 особи)
- Тиргушор (1374 особи) — адміністративний центр комуни

Комуна розташована на відстані 184 км на схід від Бухареста, 36 км на північний захід від Констанци, 111 км на південь від Галаца.

## Населення
За даними перепису населення 2002 року у комуні проживали 2973 особи.
Національний склад населення комуни:
| Національність   | Кількість осіб | Відсоток |
| ---------------- | -------------- | -------- |
| румуни           | 2919           | 98,2%    |
| татари           | 48             | 1,6%     |
| росіяни-липовани | 2              | 0,1%     |
| турки            | 2              | 0,1%     |
| угорці           | 1              | < 0,1%   |
| греки            | 1              | < 0,1%   |

Рідною мовою назвали:
| Мова      | Кількість осіб | Відсоток |
| --------- | -------------- | -------- |
| румунська | 2918           | 98,2%    |
| татарська | 48             | 1,6%     |
| грецька   | 3              | 0,1%     |
| російська | 2              | 0,1%     |
| турецька  | 2              | 0,1%     |

Склад населення комуни за віросповіданням:
| Релігія            | Кількість осіб | Відсоток |
| ------------------ | -------------- | -------- |
| православні        | 2834           | 95,3%    |
| адвентисти         | 62             | 2,1%     |
| мусульмани         | 50             | 1,7%     |
| римо-католики      | 19             | 0,6%     |
| не релігійні       | 2              | 0,1%     |
| греко-католики     | 1              | < 0,1%   |
| не вказали релігію | 2              | 0,1%     |